# Родниково (Донецкая область)
Родниково (укр. Родникове) — посёлок в Старобешевском районе Донецкой области Украины. Под контролем самопровозглашённой Донецкой Народной Республики.

## География

#### Соседние населённые пункты по странам света
С: —
СЗ: Зерновое, Кипучая Криница (примыкает)
СВ: Старобешево, Вознесенка, Береговое
З: Стыла
В: Подгорное, город Комсомольское, Петровское (Петровский сельский совет), Весёлое
ЮЗ: Петровское (Стыльский сельский совет)
ЮВ: Раздольное, Василевка
Ю: —

## Население
Население по переписи 2001 года составляло 417 человек.

## Общие сведения
Почтовый индекс — 87241. Телефонный код — 6253. Код КОАТУУ — 1424586007.

## Местный совет
87242, Донецкая область, Старобешевский р-н, с.Петровское, ул.Центральная, 1а